# Впорядкованість екосистеми
Впорядкованість екосистеми — стійкість внутрішньої структури екосистеми в часі і просторі, зумовлена стійкістю  трофічних і просторових зв'язків між популяціями, а також стійкою рівновагою між екотопом і біоценозом. Впорядкованість екосистеми відбиває її інформованість. Міра невпорядкованості — це ентропія; чим більше ентропії, тим більше невпорядкована (нестійка) екосистема. Вважається, що чим більше видова різноманітність і інтегрованість міжвидових стосунків, тим впорядкованіше (стійкіше) екосистема.